# Баннер-Гілл (Теннессі)
Баннер-Гілл (англ. Banner Hill) — переписна місцевість (CDP) в США, в окрузі Юнікой штату Теннессі. Населення — 1426 осіб (2020).

## Географія
Баннер-Гілл розташований за координатами 36°7′20″ пн. ш. 82°25′13″ зх. д. / 36.12222° пн. ш. 82.42028° зх. д. (36.122347, -82.420200).  За даними Бюро перепису населення США в 2010 році переписна місцевість мала площу 3,55 км², уся площа — суходіл.

## Демографія
Згідно з переписом 2010 року, у переписній місцевості мешкало 1497 осіб у 598 домогосподарствах у складі 409 родин. Густота населення становила 421 особа/км².  Було 660 помешкань (186/км²).
Расовий склад населення:
| - 93,6 % — білих - 0,6 % — чорних або афроамериканців - 0,3 % — корінних американців - 0,1 % — азіатів - 4,0 % — осіб інших рас |

До двох чи більше рас належало 1,4 %. Частка іспаномовних становила 5,1 % від усіх жителів.
За віковим діапазоном населення розподілялося таким чином: 17,2 % — особи молодші 18 років, 55,5 % — особи у віці 18—64 років, 27,3 % — особи у віці 65 років та старші. Медіана віку мешканця становила 47,3 року. На 100 осіб жіночої статі у переписній місцевості припадало 94,9 чоловіків;  на 100 жінок у віці від 18 років та старших — 93,3 чоловіків також старших 18 років.
За межею бідності перебувало 8,8 % осіб, у тому числі 0,0 % дітей у віці до 18 років та 0,0 % осіб у віці 65 років та старших.
Цивільне працевлаштоване населення становило 371 особа. Основні галузі зайнятості: виробництво — 23,5 %, публічна адміністрація — 18,3 %, науковці, спеціалісти, менеджери — 12,1 %, освіта, охорона здоров'я та соціальна допомога — 8,9 %.